# ديفيد إل. فاغنر
ديفيد إل. فاغنر (بالإنجليزية: David L. Wagner)‏ هو عالم حشرات أمريكي، ولد في 1956.